# Agabus kootenai
Agabus kootenai är en skalbaggsart som beskrevs av Helen K. Larson 1991. Agabus kootenai ingår i släktet Agabus och familjen dykare. Inga underarter finns listade i Catalogue of Life.